# Вроцлавское воеводство (1975—1998)
Вроцлавское воеводство (пол. województwo wrocławskie) — воеводство Польши, существовавшее в 1975—1998 годах.
Представляло собой одну из 49 основных единиц административного деления Польши, которые были упразднены в результате административной реформы 1998 года. 
Занимало площадь 6287 км². Административным центром воеводства являлся город Вроцлав. В 1999 году после административной реформы Польши воеводство прекратило своё существование и его территория полностью отошла к новообразованному Нижнесилезскому воеводству.

## Города
Крупнейшие города воеводства по числу жителей (по состоянию на 31 декабря 1998 года):
- Вроцлав — 637 877
- Олесница — 38 913
- Олава — 31 911
- Ельч-Лясковице — 15 601
- Бжег-Дольны — 13 715
- Стшелин — 13 264